# カレル・アイティンフ
カレル・アイティンフ（カーレル・エイティング、Carel Eiting、1998年2月11日 - ）は、オランダ・アムステルダム出身のサッカー選手。FCフォレンダム所属。ポジションはMF。

## クラブ経歴
2007年にアヤックスの育成組織アヤックス・アカデミーに入団し、2016年8月12日、ヨング・アヤックスにてアルメレ・シティFCとの試合でプロデビューを果たす。
2020年9月19日、EFLチャンピオンシップのハダースフィールド・タウンFCに1シーズンレンタル移籍することが発表された。
2021年6月25日、KRCヘンクに4年契約で移籍した。
2022年1月31日、ハダースフィールドに復帰した。
2022年8月4日、FCフォレンダムに2年契約で移籍した。